# George Buck
George Buck est un historien et écrivain anglais né vers 1560 et mort en octobre 1622.

## Biographie
Originaire du Cambridgeshire, il participe à la lutte contre l'Invincible Armada en 1588, puis à la prise de Cadix en 1596. Il est nommé écuyer du corps en 1588 puis est élu au Parlement d'Angleterre à deux reprises dans les années 1590. Sous le règne de Jacques Ier, il est anobli et occupe la charge de Master of the Revels en 1610. Ses principaux écrits sont un poème glorifiant les ancêtres de Jacques, Daphnis Polystephanos (1605), et une histoire du règne de Richard III publiée après sa mort (1646).